# 1941 UN
1941 UN är en asteroid i huvudbältet som upptäcktes den 15 oktober 1941 av den finska astronomen Liisi Oterma vid Storheikkilä observatorium.
Asteroiden har en diameter på ungefär 8 kilometer.